# Шаритон Віктор Юрійович
Віктор Юрійович Шаритон (31 липня 1978, м. Мінськ, СРСР) — білоруський хокеїст, нападник. 
Виступав за «Юність» (Мінськ), «Полімір», «Тівалі» (Мінськ), «Керамін» (Мінськ), ХК «Гомель», «Сточньовець» (Гданськ), «Брест» (Франція), «Динамо» (Мінськ), «Газовик» (Тюмень), «Хімволокно» (Могильов), «Шинник» (Бобруйськ), «Компаньйон-Нафтогаз» (Київ), «Брест».
У складі національної збірної Білорусі провів 7 матчів (1+2). У складі молодіжної збірної Білорусі учасник чемпіонату світу 1997 (група C). У складі юніорської збірної Білорусі учасник чемпіонату Європи 1995.